# جيمي فرانكا
جيمي فرانكا (بالبرتغالية: Jymmy Dougllas França‏) (15 أبريل 1984 في ريو دي جانيرو في البرازيل – )؛ هو لاعب كرة قدم كان يلعب كمهاجم.

## وصلات خارجية
- جيمي فرانكا على موقع الاتحاد الأوربي (الإنجليزية)
- جيمي فرانكا على موقع رابطة كرة القدم اليابانية للمحترفين (اليابانية)
- جيمي فرانكا على موقع قاعدة بيانات كرة القدم.إي يو (الإنجليزية)
- جيمي فرانكا على موقع Soccerway.com (الإنجليزية)
- جيمي فرانكا على موقع عالم كرة القدم.نت (الإنجليزية)